# Ueberstorf
Ueberstorf é uma comuna da Suíça, no Cantão Friburgo, com cerca de 2.194 habitantes. Estende-se por uma área de 16,13 km², de densidade populacional de 136 hab/km². Confina com as seguintes comunas: Albligen (BE), Heitenried, Köniz (BE), Neuenegg (BE), Sankt Antoni, Wahlern (BE), Wünnewil-Flamatt.
A língua oficial nesta comuna é o Alemão.